# Jonathan Vila
Jonathan Vila Pereira (O Porriño, 6 marzo 1986) è un ex calciatore spagnolo, di ruolo difensore o centrocampista.

## Carriera
Nella stagione 2006-2007 ha giocato 7 partite in massima serie e 3 in Coppa UEFA con il Celta Vigo. Torna a giocare in Primera División nella stagione 2012-2013, quando colleziona 14 presenze.